# توطئه بزرگ
توطئه بزرگ (انگلیسی: Great Conspiracy) یک وضعیت جنگی و بی نظمی یک ساله بود که در نزدیکی پایان بریتانیا روم بریتانیا (استان روم) رخ داد. مورخ آمیانوس مارسلینوس آن را به عنوان یک توطئه وحشیانه توصیف کرد که بر نیروی نظامی تحلیل رفته در استان سرمایه‌گذاری شده بود که در اثر تلفات ماگننتیوس در نبرد مورسا ماژور در پانونیا پس از تلاش ناموفق او برای امپراتور شدن به وجود آمد.